# Ephippiger terrestris
Ephippiger terrestris is een rechtvleugelig insect uit de familie van de sabelsprinkhanen (Tettigoniidae). De wetenschappelijke naam van deze soort is voor het eerst voorgesteld door Alexander Jersin in een publicatie uit 1854.

## Verspreiding
Deze soort komt voor in Zuidoost-Frankrijk, Zuid-Zwitserland en Noord-Italië.

## Ondersoorten
- Ephippiger terrestris bormansi Brunner von Wattenwyl, 1882
  - = Ephippigera borellii Griffini, 1893
  - = Ephippigera pliniana Fruhstorfer, 1921
- Ephippiger terrestris caprai Nadig, 1980
- Ephippiger terrestris terrestris Yersin, 1854
  - = Ephippiger terrestris var. minor Azam, 1892